# Ослобођење
Ослобођење је босанскохерцеговачки дневни лист са седиштем у Сарајеву. Најстарији је дневни лист у Босни и Херцеговини. Основан 30. августа 1943. године, у јеку Другог светског рата, на делу територије коју су ослободили партизани од нацистичке Немачке. Стекао је признање по високим новинарским стандардима и добио је бројне домаћа признања и међународне награде у бранши.

## Историја
Ослобођење је основано 30. августа 1943. у Доњој Трнови, у близини Угљевика, као антифашистичке новине. Један од оснивача и први уредник листа био је Родољуб Чолаковић.
Меша Селимовић је био један од оснивача Ослобођења. Селимовић је у првом броју Ослобођења написао чланак о православној цркви у Совјетском Савезу, према информацијама које је чуо на радио-станицама Москва и Слободна Југославија.
Након завршетка Другог светског рата, седиште је премештено у Сарајево. Средином 1970-их, отворена је канцеларија у Франкфурту, због бројних гастарбајтера из Социјалистичке Републике Босне и Херцеговине у Западној Немачкој.
Током рата у Босни и Херцеговини, особље Ослобођења радило је из импровизоване редакције у склоништу након што је уништена њена десетоспратница. У рату је пет чланова особља погинуло, а 25 рањено. Након што су српски чланови особља изгубили посао, основали су засебно издање листа под називом Ратно ослобођење.
Након завршетка рата, Бошњаци су преузели Ослобођење, док су Срби било протерани. Од српских радника који су остали били су само они који су се повиновали припадницима Армије Републике Босне и Херцеговине. Године 2006. компанију је на Сарајевској берзи купила Сарајевска пивара.